# Innocent (mangá)
Innocent (japonês: イノサン, Hepburn: Inosan) é uma série de mangá seinen de suspense histórico escrito e ilustrado por Shinichi Sakamoto, baseado no livro de Masakatsu Adachi Shikei shikkōnin Sanson. Foi publicada pela Shueisha na revista Weekly Young Jump de 31 de janeiro de 2013 até 16 de abril de 2015, sendo compilado em 9 volumes. Uma continuação, Innocent Rouge, foi publicado de 20 de maio de 2015 a 8 de janeiro de 2020 na revista Grand Jump.

## Personagens
- Charles-Henri Sanson;[3] Protagonista e futuro Quarto chefe da família Sanson. Está destinado a ser o Carrasco de Paris ("Monsieur de Paris").
- Charles-Jean-Baptiste Sanson; Pai de Charles-Henri, Terceiro chefe da família Sanson e Carrasco oficial de Paris.
- Jeanne-Gabrielle Berger Sanson; Esposa de Baptiste e madrasta de Charles-Henri.
- Anne-Marthe Sanson; Mãe de Baptiste.
- Jean de Chartois; Filho de Earl de Chartois e uma prostituta inglesa. Foi um dos poucos amigos de Charles-Henri.

## Mídias

### Mangá
Innocent é escrito e ilustrado por Shin-ichi Sakamoto. O mangá foi serializado na revista de mangá seinen Weekly Young Jump da Shueisha de 31 de janeiro de 2013 a 16 de abril de 2015. A Shueisha coletou seus capítulos em nove volumes tankōbon, lançados de 19 de junho de 2013 a 19 de maio de 2015.
Uma sequela, Innocent Rouge, foi serializada na Grand Jump da Shueisha de 20 de maio de 2015 a 8 de janeiro de 2020. A Shueisha coletou seus capítulos em doze tankōbon lançados de 19 de outubro de 2015 a 19 de fevereiro de 2020.

#### Volumes

##### Innocent
| N.º | Data de lançamento     | ISBN              |
| --- | ---------------------- | ----------------- |
| 1   | 19 de junho de 2013    | 978-4-08-879565-2 |
| 2   | 19 de setembro de 2013 | 978-4-08-879708-3 |
| 3   | 19 de dezembro de 2013 | 978-4-08-879718-2 |
| 4   | 19 de março de 2014    | 978-4-08-879768-7 |
| 5   | 19 de junho de 2014    | 978-4-08-879854-7 |
| 6   | 19 de setembro de 2014 | 978-4-08-879898-1 |
| 7   | 19 de dezembro de 2014 | 978-4-08-890076-6 |
| 8   | 19 de março de 2015    | 978-4-08-890128-2 |
| 9   | 19 de maio de 2015     | 978-4-08-890195-4 |

##### Innocent Rouge
| N.º | Data de lançamento      | ISBN              |
| --- | ----------------------- | ----------------- |
| 1   | 19 de outubro de 2015   | 978-4-08-890267-8 |
| 2   | 19 de maio de 2016      | 978-4-08-890414-6 |
| 3   | 19 de julho de 2016     | 978-4-08-890503-7 |
| 4   | 19 de outubro de 2016   | 978-4-08-890535-8 |
| 5   | 17 de março de 2017     | 978-4-08-890620-1 |
| 6   | 18 de agosto de 2017    | 978-4-08-890736-9 |
| 7   | 19 de dezembro de 2017  | 978-4-08-890834-2 |
| 8   | 19 de junho de 2018     | 978-4-08-891032-1 |
| 9   | 19 de novembro de 2018  | 978-4-08-891131-1 |
| 10  | 17 de maio de 2019      | 978-4-08-891292-9 |
| 11  | 19 de novembro de 2019  | 978-4-08-891412-1 |
| 12  | 19 de fevereiro de 2020 | 978-4-08-891486-2 |

## Recepção
Innocent foi uma das Seleções do Júri da Divisão de Mangás no 17.º Japan Media Arts Festival Awards. Ele foi nomeado para o 18.° Prémio Cultural Osamu Tezuk. Também foi indicado para o 8° Manga Taisho.